# Округ Мононгејлија (Западна Вирџинија)
Мононгејлија (енгл. Monongalia County) је округ у америчкој савезној држави Западна Вирџинија.

## Демографија
По попису из 2010. године број становника је 96.189, што је 14.323 (17,5%) становника више него 2000. године.
| Група             | 2000.          | 2010.          |
| Белци             | 74.965 (91,6%) | 86.298 (89,7%) |
| Афроамериканци    | 2.763 (3,4%)   | 3.496 (3,6%)   |
| Азијати           | 2.009 (2,5%)   | 2.941 (3,1%)   |
| Хиспаноамериканци | 826 (1,0%)     | 1.692 (1,8%)   |
| Укупно            | 81.866         | 96.189         |